# Jannatul Ferdous Ivy
Jannatul Ferdous Ivy (bengalí: জান্নাতুল ফেরদৌস)  (1 de juliol de 1976) és una productora, escriptora i activista dels drets de les persones amb discapacitat de Bangladesh.
Ivy va ser nomenada a la llista de les 100 dones de la BBC el 2023.

## Educació
Es va graduar a la Universitat Nacional de Bangladesh l'any 2001 amb una llicenciatura en sociologia i un màster en anglès l'any 2005. El 2009, va rebre el seu màster al Departament d'Estudis del Desenvolupament de la Universitat BRAC. També va rebre un títol de LLB per BRAC el 2010 i un diploma en compliment social del Bangladesh Institute of Management el 2012.

## Vida personal
Ivy ha sobreviscut a cremades. El 1997, quan era estudiant de darrer curs, el seu vel es va incendiar mentre cuinava i el 60% del seu cos es va cremar.
Ivy ha creat una organització anomenada Voice and Views per als drets de les persones amb discapacitat.